# Південна Боосавла
Південна Боосавла (англ. South Boösaule Montes) — найвища гора супутника Юпітера Іо, одна з найвищих гір в Сонячній системі. Розташована на північний захід від вулкана Пеле, в гірському масиві Боосавла, за координатами 9.7 ° пд.ш. 88.9 ° сх.д.
Офіційна назва масиву і горі дана на честь печери в Єгипті, в якій Іо народила Епафа і затверджено МАС в 1985 році.
Південна Боосавла має відносну висоту 18,2 км (17,5 км від підніжжя, удвічі вище Джомолунгми), розміри основи 145×159 км (діаметр всього гірського масиву Боосавла дорівнює 540 км), і займає площу в 17900 км².
Південно-східний схил гори являє собою крутий обрив, висота якого сягає 15 км.